# Julio Godio
Julio Godio (La Plata, provincia de Buenos Aires, 8 de enero de 1939 - Buenos Aires, 20 de mayo de 2011) fue un sociólogo e historiador argentino, especialista en temas sindicales y movimiento obrero, considerado "una figura intelectual clave" de los estudios sobre el movimiento obrero argentino.

## Biografía
Hijo de una familia de socialistas italianos y españoles, estudió filosofía, sociología y economía en la Universidad Nacional de La Plata, de cuya federación estudiantil fue elegido presidente en 1958, antes de cumplir veinte años. Sus amigos y compañeros de estudios de entonces, Sergio Karakachoff y Osvaldo Papaleo, lo apodaron "Nikita" en alusión al entonces primer ministro soviético Nikita Jrushchov. Al mismo tiempo, jugó fútbol como puntero derecho en Estudiantes de la Plata, desde las inferiores hasta la primera división. En la década de 1970 debió marchar al exilio amenazado por el grupo terrorista de extrema derecha "Triple A", afincándose en Maracaibo, Venezuela. En 1984 volvió a residir, aunque solo parcialmente debido a sus actividades en el extranjero, en su país natal donde terminaría de instalarse definitivamente en 1994. Fue investigador de la Universidad de Glasgow, Escocia, de las universidades venezolanas del Zulia y Central, y en las universidades argentinas de Buenos Aires, Nacional de La Plata y Nacional del Comahue. Íntimamente vinculado al movimiento obrero argentino y latinoamericano, se desempeñó como investigador en varias universidades de Argentina y el extranjero antes de cumplir funciones para la Organización Internacional del Trabajo entre 1986 y 1996 en ACTRAV (Oficina para las Actividades de los Trabajadores).
Fue autor de varias de las investigaciones más extensas existentes acerca de los movimientos obreros latinoamericanos, incluyendo una monumental Historia del Movimiento Obrero Argentino (1878-2000) en cinco volúmenes, y desarrolló una extensa actividad periodística. Dirigió desde 1997 el Instituto del Mundo del Trabajo en Argentina, y fue miembro del consejo consultivo del Global Labour Institute. Falleció como consecuencia de un paro cardiorrespiratorio provocado por un cáncer de pulmón que le había sido detectado a finales de 2010.

## Publicaciones
Godio fue un prolífico autor de libros y artículos científicos y de divulgación. Algunas de sus obras más destacadas son:
- Los orígenes del movimiento obrero (1971), Biblioteca fundamental del hombre moderno vol. 24; Buenos Aires: Centro Editor de América Latina. OCLC 556293.
- Socialismo y luchas obreras (1971), Biblioteca fundamental del hombre moderno vol. 39; Buenos Aires: Centro Editor de América Latina. OCLC 517958.
- El movimiento obrero y la cuestión nacional (1972); Buenos Aires: Erasmo. OCLC 1010825
- La semana trágica de enero de 1919 (1972), Col. Nuestra América; Buenos Aires: Granica. OCLC 656345.
- La caída de Perón (1973); Buenos Aires: Granica. Hay ediciones posteriores (Buenos Aires: Granica, 1973; id.: Centro Editor de América Latina, 1985).
- Perón y los montoneros (1978); Maracaibo: Universidad del Zulia. OCLC 71518730
- El movimiento obrero de América Latina 1850-1918 (1978), Col. "Universidad y Pueblo;, Bogotá: Ediciones Universidad Simón Bolívar.
- El movimiento obrero latinoamericano 1880-1979 (2 volúmenes) (1979); Buenos Aires: El Cid Editor. Hay ediciones posteriores (México D.F. y Caracas, 1980 y 1983; Caracas, 1985)
- El movimiento obero venezolano, 3 vols. (1980); Caracas: Ateneo de Caracas e ILDIS. ISBN 8483500094. Hay ediciones posteriores (Caracas: ILDIS, 1985).
- El último año de Perón (1981), Col. "Universidad y Pueblo"; Bogotá: Ediciones Universidad Simón Bolívar.
- Diálogo sindical Norte-Sur (1982), introducción y selección de textos; Caracas: Instituto Latinoamericano de Investigaciones Sociales (ILDIS).
- Sindicalismo y política en América Latina (1983); Caracas: Instituto Latinoamericano de Investigaciones Sociales (ILDIS).
- El movimiento sindical latinoamericano en los años '80 (1983); Caracas: Instituto Latinoamericano de Investigaciones Sociales (ILDIS).
- Socialdemocracia, socialcristianismo y marxismo (1985); Caracas: Nueva Sociedad. OCLC 245700121
- La Internacional Socialista en la Argentina (1986), 2 vols., Biblioteca Política Argentina vols. 140-141; Buenos Aires: Centro Editor de América Latina. ISBN 9502514017, ISBN 9502514025.
- 50 años de la C.T.V., 1926-1986 (1986); Caracas: Instituto Latinoamericano de Investigaciones Sociales (ILDIS). ISBN 9806077091.
- Perón: regreso, soledad y muerte (1973-1974) (1986), Biblioteca argentina de historia y política, vol. 44; Buenos Aires: Hyspamérica. ISBN 9506144338.
- La socialdemocracia internacional en la Argentina: su percepción sobre el radicalismo y el peronismo (1986); Buenos Aires: El Cid Editor. ISBN 9505024215.
- Partidos, sindicatos y nuevos movimientos sociales en América Latina (1987); Buenos Aires: Puntosur.
- El movimiento sindical argentino hoy, con Héctor Palomino (1987); Buenos Aires: Fundación Friedrich Ebert.
- El movimiento sindical argentino (1880-1987), con Héctor Palomino y Achim Wachendorfer (1988); Buenos Aires: Puntosur.
- El regreso de la negociación colectiva, con Javier Slodky (1988); Buenos Aires: Fundación Friedrich Ebert.
- Situación actual del sindicalismo latinoamericano: perspectivas hacia el año 2000 (1989); Bogotá: FESCOL - ISMAC -ENS.
- Cogestión en la empresa (1989), Biblioteca Política Argentina vol. 277; Buenos Aires: Centro Editor de América Latina. ISBN 9502515471.
- Democracia política y democratización del Estado en Argentina, con Javier Slodky (1989); Buenos Aires: Fundación Friedrich Ebert. OCLC 22639343.
- El movimiento obrero argentino 1880-1990, 5 vols. (1987-1991); Buenos Aires: Legasa. ISBN 9506001642, ISBN 9506001553, ISBN 950600126X, ISBN 9506001391, ISBN 9506001014.
- Reflexiones sobre los desafíos actuales del sindicalismo (1991); Quito: FESCOL. ISBN 958927207.
- Los sindicatos en las economías de mercado en América Latina (1993); Bogotá: FESCOL y Fundación Friedrich Ebert de Colombia. ISBN 9589272339.
- Economía de mercado, estado regulador y sindicatos (1993); Buenos Aires: Legasa. ISBN 9506001804.
- El peregrinaje del socialismo en el siglo XX - de Marx a Yeltsin (1994); Buenos Aires: Eds. El Cielo por Asalto. ISBN 9879035003.
- Los caminos del poder (1995); Buenos Aires: Corregidor. ISBN 9500508451.
- Pacto Menem-Alfonsín - 1995, el nuevo escenario político (1994); Buenos Aires: Tiempo de Ideas. ISBN 9507450025.
- Rusia, la reconstrucción de una potencia (1996); Buenos Aires: Corregidor. ISBN 9500509083.
- Frepaso: alternancia o alternativa (1996); Buenos Aires, Corregidor, ISBN 9500509660.
- El futuro del empleo en Argentina - trabajo productivo o flexibilidad laboral (1997); Buenos Aires: Corregidor. ISBN 9500510405
- La Alianza (1998), Buenos Aires: Grijalbo. ISBN 9502802373
- La incertidumbre del trabajo: ¿qué se esconde detrás del debate sobre la estabilidad laboral en Argentina? (1998); con Alberto José Robles y Rubén Cortina, Buenos Aires: Corregidor. OCLC 246456521
- Historia del movimiento obrero argentino (1870-2000), 2 tomos (2000), t. 1. "La época de las corrientes sindicales fundadoras, 1870-1943"; t. 2. "La época de hegemonía del sindicalismo peronista, 1943-2000". Versión sintetizada y actualizada de la obra en 5 vols. de 1991, Buenos Aires: Corregidor. ISBN 9500513188
- El mundo en que vivimos - Un ensayo sobre el derrumbe del socialismo real y el significado de la "autorrevolución del capital" (2000); Buenos Aires: Corregidor. ISBN 9500513226.
- Sociología del trabajo y política (2001), Col. Punto crítico; Buenos Aires: Atuel. ISBN 9879006844.
- Argentina: en la crisis está la solución (2002); Buenos Aires: Biblos. ISBN 9789507863349
- ¿Un PT en Argentina? (2003); Buenos Aires: Corregidor. ISBN 9789500514699.
- Argentina: luces y sombras en el primer año de transición (2003); Buenos Aires: Biblos. ISBN 9507863605.
- El MERCOSUR, los trabajadores y el ALCA (2004); Buenos Aires: Biblos. ISBN 9507864040.
- Sociedades de trabajo y sindicalismo sociopolítico en América Latina y el Caribe (2005); Buenos Aires: Corregidor. ISBN 9789500516075.
- La anomalía argentina : de la tierra prometida a los laberintos de la frustración, con Hugo Mancuso (2006); Buenos Aires: Miño y Dávila. ISBN 9788496571204.
- El tiempo de Kirchner (2006), col. Política pensada; Buenos Aires: Letra Grifa. ISBN 9789872323608.
- La sociedad del trabajo: una utopía realizable (2007); Buenos Aires: Corregidor. ISBN 9789500517270.
- El tiempo de CFK : entre la movilización y la institucionalidad, con Alberto José Robles (2008); Buenos Aires: Corregidor. ISBN 9789500517676.
- El futuro de una ilusión: socialismo y mercado (2011); Buenos Aires: Capital Intelectual. ISBN 9789876142748.